# Klitsche
Klitsche este o comună din landul Saxonia-Anhalt, Germania.